# جوليانو روبيرتو أنتونيلو
جوليانو روبيرتو أنتونيلو (بالبرتغالية: Juliano Roberto Antonello) (مواليد 19 نوفمبر 1979 في باسو فوندو - البرازيل) لاعب كرة قدم برازيلي يلعب حاليا لصالح نادي الدرجة الأولى ديبورتيفو لاكورونيا الإسباني منذ 2009 في مركز الوسط المدافع .

## روابط خارجية
- جوليانو روبيرتو أنتونيلو على موقع قاعدة بيانات كرة القدم.إي يو (الإنجليزية)
- جوليانو روبيرتو أنتونيلو على موقع Soccerway.com (الإنجليزية)